# ベロニカとの記憶
『ベロニカとの記憶』（ベロニカとのきおく、The Sense of an Ending）は2017年のアメリカ合衆国・イギリスのドラマ映画。監督はリテーシュ・バトラ、主演はジム・ブロードベントとシャーロット・ランプリングが務めた。本作はジュリアン・バーンズが2011年に上梓した小説『終わりの感覚』を原作としている。
なお、本作の日本語字幕は牧野琴子が担当している。

## ストーリー
アンソニー・ウェブスター（トニー）はロンドンでカメラ店を経営しながら、慎ましく暮らしていた。ある日、元妻のマーガレットに頼まれて、トニーは娘のスージーと一緒に妊婦向けの講義に出ることとなった。スージーを家に送り届けた後、トニーは数日前に受け取った手紙に目を通し始めた。その手紙はサラ・フォードが住んでいた住所から送られてきたものだった。サラはトニーが学生時代に交際していた女性（ベロニカ）の母親であった。手紙を読むに、亡くなったサラはトニーに500ポンドを遺贈する心積もりだったらしい。トニーは40年以上前に数回会っただけのサラがなぜ自分に財産を残したのか分からず、途方に暮れてしまった。
昼食中、トニーはマーガレットにサラと自分の関係について語り始めた。トニーが楽しそうに思い出話をするので、マーガレットは「まるでどちらかと一夜を共にしたみたいね」と冗談を言った。トニーはそれを否定した後、10代の頃の思い出話を始めた。第6学年の頃、トニーはハンサムな青年だったが、自意識過剰なところがあった。ある日、トニーとその2人の親友は転校生のエイドリアン・フィンを自分たちの仲間に迎え入れた。フィンはとても知的な青年で、教師たちと頻繁に議論をしていた。その後まもなくして、クラスメートのドブソンが自殺したという知らせが届いた。ドブソンは恋人を妊娠させたことを苦にして自殺したのだという。アルベール・カミュの哲学を手引きに、トニーたちは自殺の哲学的な意味について議論した。その結果、ドブソンが自死を選んだのは正当ではないという結論が出た。
高校卒業後、フィンはケンブリッジ大学に進学し、トニーはブリストル大学に進学した。トニーは大学で出会ったベロニカと交際を始めた。しばらくして、ベロニカはトニーを家族に紹介した。ベロニカの父親（デヴィッド）と兄（ジャック）はやや不躾な態度でトニーに接したが、徐々に打ち解けていった。ところが、予期せぬ事態が発生した。ベロニカの母親であるサラがトニーに惹かれたらしく、露骨に誘惑し始めたのである。夕食の席で、トニーはケンブリッジに通うジャックにフィンのことを尋ねたが、彼は会ったことがないと答えた。その夜、トニーはベロニカのことを思いながら自慰をした。
翌朝、トニーが目を覚ますとベロニカがジャックやデヴィッドとともに散歩に出かけたことを知った。その結果、トニーはサラと2人きりになってしまった。朝食中、サラは再びトニーを誘惑し、「ベロニカの本性に気を付けなさいよ」と言ってきた。内心不快ではあったが、トニーはその場を適当にやり過ごした。別れ際、サラは妙な手ぶりでトニーを見送った。トニーはそれが何を意味するのか分からなかった。
トニーが大学に向かうと、そこには彼の旧友たちがいた。トニーとベロニカは彼らと楽しいひと時を過ごした。ところが、その後、ベロニカが突然別れを切り出してきた。ベロニカの心変わりの理由が分からなかったトニーだったが、フィンから「ベロニカと付き合い始めた」という手紙を受け取って憤激した。トニーは怒りを抑え込もうとしたが、ついにコントロールできない状態に陥り、「君のお母さんに言われた通りだった。君の本性はとんでもないものだ。」という主旨の手紙を書いてしまった。さらにはベロニカとフィン宛に「君たちが子供を作ることを願っているよ。その子は君たちの罪の代償を払うことになるだろうからね。」というおぞましい手紙を書いて送付するに至った。
数年後、トニーは第6学年時代の親友と再会し、2人からフィンが自殺したと知らされる。2人の話を聞くに、交際当初はとても幸せそうだったのだという。トニーは「フィンがベロニカと知り合ったのは、お兄さんを介してのことだろう。お兄さんもケンブリッジに通っていたはずだ。」と言ったが、2人はどうにも納得していないようだった。その後、3人はそれぞれ別の道を歩むことになった。トニーはマーガレットと出会い、結婚することになった。
物語は再び現代に戻る。トニーはベロニカが数人の男たちと一緒にいるのを目撃し、そのうち一人がベロニカと親しげなので、その男がベロニカとフィンの間に生まれた子供なのだろうと思い、彼のあとをつける。だがその仲間から、その男はベロニカの弟で、ベロニカの母が生んだものだと告げられ愕然とする。

## キャスト
- アンソニー・ウェブスター（トニー）: ジム・ブロードベント
  - 若年期: ビリー・ハウル
- ベロニカ・フォード: シャーロット・ランプリング
  - 若年期: フレイア・メイヴァー（英語版）
- エイドリアン・フィン・Sr: ジョー・アルウィン
- エイドリアン・フィン・Jr: アンドリュー・バックリー
- コリン・シンプソン: ピーター・ライト
  - 若年期: ジャック・ロクストン
- アレックス・スチュワート: ヒルトン・マクレー
  - 若年期: ティモシー・アイネス
- マーガレット: ハリエット・ウォルター（英語版） - トニーの元妻。
- サラ・フォード: エミリー・モーティマー - ベロニカの母。
- スージー・ウェブスター: ミシェル・ドッカリー - トニーの娘。
- ジョー・ハント: マシュー・グッド - トニーの歴史教師。
- ジャック・フォード: エドワード・ホルクロフト - ベロニカの兄。
- デヴィッド・フォード: ジェームズ・ウィルビー - ベロニカの父。

## 製作
2015年2月8日、ジュリアン・バーンズの『終わりの感覚』の映画化に際し、リテーシュ・バトラが監督に起用されたとの報道があった。5月11日、ジム・ブロードベントの出演が決まったと報じられた。8月6日、シャーロット・ランプリング、エミリー・モーティマー、ハリエット・ウォルター、ミシェル・ドッカリー、ビリー・ハウル、フレイア・メイヴァー、ジョー・アルウィンらがキャスト入りしたと報じられた。9月8日、CBSフィルムズが本作の全米配給権を獲得したと発表した。
本作の主要撮影は2015年9月8日に始まり、ブリストルやロンドンでロケが行われた。

## 公開
2017年1月2日、本作はパームスプリングス国際映画祭でプレミアを迎えた。

## 評価
本作は批評家から好意的に評価されている。映画批評集積サイトのRotten Tomatoesには105件のレビューがあり、批評家支持率は74%、平均点は10点満点で6.4点となっている。サイト側による批評家の見解の要約は「主演のジム・ブロードベントの見事な演技のおかげで、『ベロニカとの記憶』は終始一貫して観客の心をつかむ作品となっている。たとえ同作が原作の上っ面を撫でたものに過ぎなかったとしても。」となっている。また、Metacriticには24件のレビューがあり、加重平均値は61/100となっている。